# Sveaplatsen, Norrköping

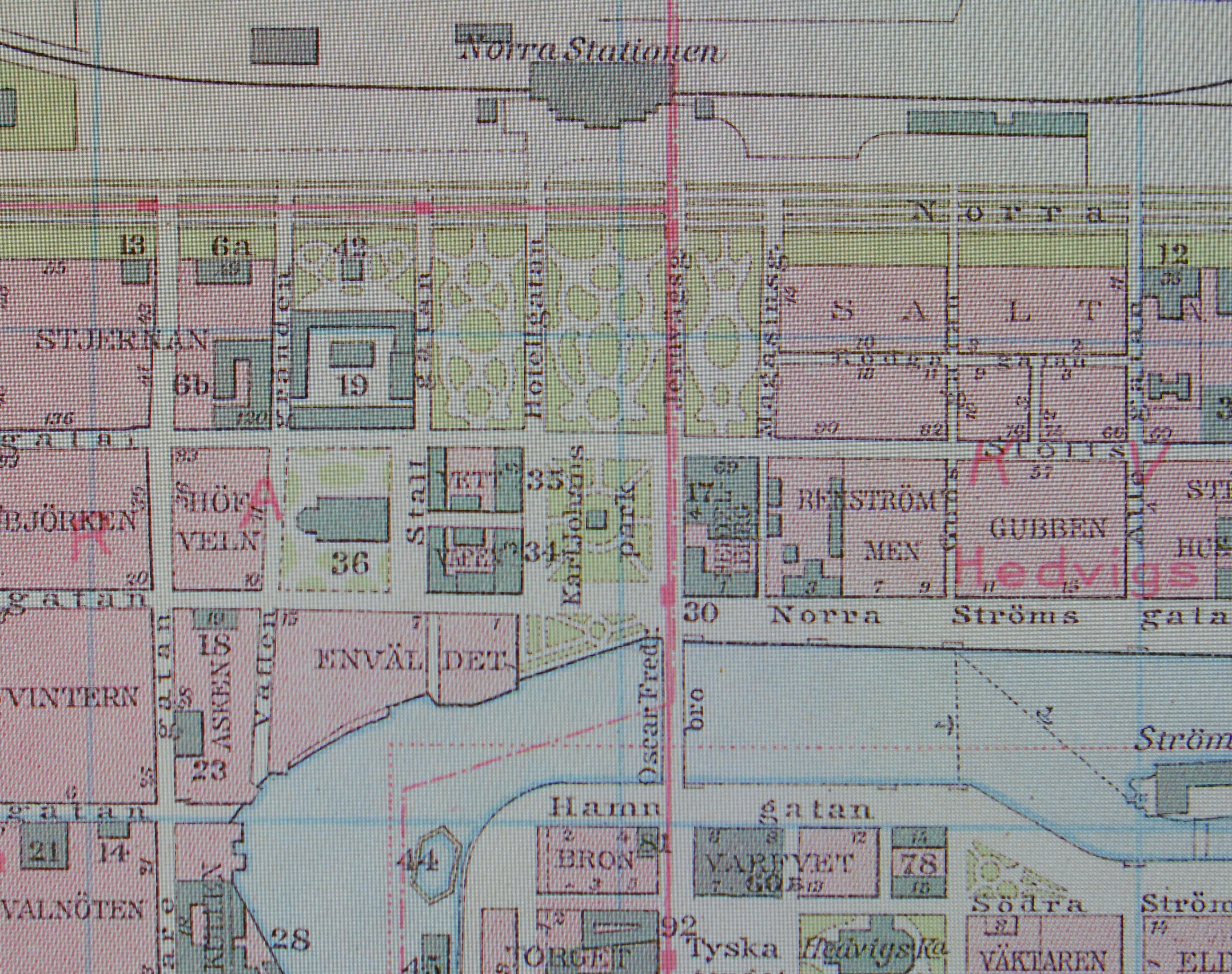
Karta från 1906 över parkerna vid Norra Promenaden i Norrköping, söder om dåvarande Norra stationen: Götaparken, Järnvägsparken, Sveaparken samt söder om dessa Carl Johans park, med Kakhuset (42), Norrköpings Gästgiveri- och Skjutsinrättning (19), Stora Hotellet (35), Gamla Stadshuset (34), Standard Hotel (17) och Gamla Telegrafstationen och Postkontoret (30).

Sveaplatsen är en öppen plats i centrala Norrköping, som har sitt ursprung i Sveaparken, vilken anlades omkring 1874 som en utvidgning österut av Järnvägsparken, omedelbart öster om Drottninggatan, mellan Norra Promenaden och Slottsgatan.
Sveaplatsen namngavs i september 2012, och likaså kvarteret Svea.

## Historik
Järnvägsparken anlades 1860-1866 som Norrköpings första park i kvarteret omedelbart norr om dåvarande Carl Johans torg. År 1874 utvidgades parken både västerut till kvarteret på andra sidan dåvarande Hotellgatan och österut till kvarteret på andra sidan nuvarande Drottninggatan. Parken västerut sammanlänkades så småningom direkt med Järnvägsparken, medan parken österut kvarstod fysiskt separerad genom gatan emellan. De nya parkerna kom att benämnas Götaparken respektive Sveaparken. Senast i slutet av 1870-talet fanns det därmed mitt emot dåvarande Norra stationen en sammanhängande park, som kallades Stadsparken. Den kom att under slutet av 1870-talet utvidgas söderut med det till park omvandlade Carl Johans torg. Under senare delen av 1900-talet har därefter reducerats både västerut och österut.
Sveaparken omvandlades under andra hälften av 1900-talet till ett busstorg. Efter det att busstrafiken flyttats till en ny bussterminal öster om centralstationen, lämnades kvarteret obebyggt som parkeringsplats I ett uppdrag för Norrköpings kommun utarbetade trädgårdsarkitekten Ulf Nordfjell och en konsultgrupp det 2005 framlagda Gestaltningsprogram vid Strömmen. I detta föreslogs bland annat att Sveaparken skulle återskapas.
Kommunens stadsbyggnadsnämnd fattade dock 2012 beslut om en detaljplan, enligt vilken huvuddelen, den norra delen skulle avsättas som  "kvartersmark för uppförande av centrum, hotell, butik, restaurang och kontor., medan den mindre, södra delen bevarades som en öppen plats. Kommunens önskemål var att bebygga tomten med ett åtta våningars hotell.
I samband med hotellbyggprojektet gav Länsstyrelsen i Östergötlands län 2020 dispens från biotopskyddet för alléer till Norrköping kommun för fällande av två alléträd vid tomtgränsen. Efter överklagade av Naturskyddsföreningen i Norrköping upphävde Mark- och miljödomstolen vid Växjö tingsrätt denna dispens.>
År 2022 utannonserades byggandet av ett hotell på åtta våningar i kvarter Svea. Året därpå meddelade byggherren att byggplanerna var inställda tills vidare.